# Granjero busca esposa
Granjero busca esposa va ser un reality presentat per Luján Argüelles durant les primeres quatre edicions i per Carlos Lozano en la cinquena i la sisena edició. El programa es va emetre en la cadena de televisió espanyola Cuatro, i en ell 10 grangers coneixien i convivien amb dones de la ciutat en les quals havien de triar a la seva esposa. Granjero busca esposa era l'adaptació del format Farmer Wants a Wife, estrenat en 2001 a la cadena ITV del Regne Unit i que ha estat versionat en nombrosos països com Estats Units, Alemanya, Austràlia o França.

## Mecànica del concurs
En una primera gala de presentació els 10 grangers es presenten al públic tant a ells mateixos com al seu entorn de treball i descriuen quin tipus de dones és el que estan buscant.
En la segona gala els 6 grangers amb més sol·licituds coneixen a 10 candidates entre les quals n'han de triar 5 que passen a la següent fase.
En la tercera gala els grangers han de quedar-se amb sol 2 grangeres que conviuran amb ells durant 10 dies a les seves casa.

## Episodis i audiències
| Temporada | Temporada | Episodis | Estrena                | Final                  | Audiència mitjana | Audiència mitjana | Audiència mitjana |
| Temporada | Temporada | Episodis | Estrena                | Final                  | Espectadors       | Quota             |                   |
| --------- | --------- | -------- | ---------------------- | ---------------------- | ----------------- | ----------------- | ----------------- |
|           | 1         | 10       | 19 de setembre de 2008 | 2 de març de 2009      | 1 904 000         | 10,7%             |                   |
|           | 2         | 10       | 7 d'octubre de 2009    | 9 de desembre de 2009  | 1 469 000         | 8,5%              |                   |
|           | 3         | 8        | 1 d'agost de 2010      | 19 de setembre de 2010 | 1 229 000         | 9,1%              |                   |
|           | 4         | 8        | 28 de setembre de 2011 | 16 de novembre de 2011 | 1 313 000         | 7,2%              |                   |
|           | 5         | 8        | 12 de setembre de 2016 | 8 de novembre de 2016  | 1 146 000         | 8,2%              |                   |
|           | 6         | 10       | 22 de novembre de 2017 | 10 de gener de 2018    | 963 000           | 7,4%              |                   |
| Total     | Total     | 44       | 2008                   | 2018                   | 1 412 000         | 8,7%              |                   |

## Primera edició (2008-2009)
- 19 de setembre de 2008 — 2 de març de 2009.

### Concursants
| Participant           | Edat | Província                            | Ocupació                   |
| --------------------- | ---- | ------------------------------------ | -------------------------- |
| Carlos Ruiz           | 35   | Medina Sidonia (Cadis)               | Criador de toros braus     |
| Aitor Aurrekoetxea    | 30   | Mungía (Biscaia)                     | Ramader i agricultor       |
| Nides Riesco          | 45   | El Pego (Zamora)                     | Viticultor                 |
| Josep Guillamet       | 40   | Montoliu (Lleida)                    | Agricultor                 |
| David Escurt          | 26   | Llessuí (Lleida)                     | Pastor de cabres i ovelles |
| Tito Martínez         | 30   | Gujuli (Àlaba)                       | Ramader                    |
| Floren Álvarez        | 49   | Arroyo de la encomienda (Valladolid) | Cetrer                     |
| José Maroto Martín    | 35   | Hontalbilla (Segòvia)                | Criador de cabres          |
| José Antonio González | 42   | San Juan de la Cuesta (Zamora)       | Ramader i apicultor        |
| José Antonio Castro   | 31   | Roche (Múrcia)                       | Ramader i agricultor       |

### Audiències
| Programa  | Dia d'emissió | Audiència         |
| --------- | ------------- | ----------------- |
| 1         | 19/08/2009    | 1 207 000 (9,0%)  |
| 2         | 12/01/2009    | 2 107 000 (11,0%) |
| 3         | 19/01/2009    | 1 587 000 (8,4%)  |
| 4         | 26/01/2009    | 1 937 000 (10,0%) |
| 5         | 02/02/2009    | 1 932 000 (10,6%) |
| 6         | 09/02/2009    | 2 169 000 (12,1%) |
| 7         | 16/02/2009    | 1 970 000 (10,9%) |
| Semifinal | 23/02/2009    | 2 008 000 (11,7%) |
| Especial  | 02/03/2009    | 1 748 000 (8,4%)  |
| Final     | 02/03/2009    | 2 380 000 (14,9%) |

## Segona edició (2009)
- 7 d'octubre de 2009 — 9 de desembre de 2009.[3]

### Concursants
| Participant       | Edat | Província                       | Ocupació                      |
| ----------------- | ---- | ------------------------------- | ----------------------------- |
| Natalia Villén    | 25   | Mendata (Biscaia)               | Criadora de cabres            |
| Fermín Menéndez   | 29   | Cadavéu (Astúries)              | Criador de vaques             |
| Santiago Cadahía  | 23   | Taboada (Lugo)                  | Criador de vaques             |
| Óscar Delgado     | 38   | Villanueva de la Vera (Càceres) | Pastor d'ovelles              |
| Alberto Carmona   | 29   | El Tejo (Cantàbria)             | Tractant de guanyat           |
| Pedro Mateo       | 40   | Alcanadre (La Rioja)            | Viticultor                    |
| Jesús Mateo       | 40   | Alcanadre (La Rioja)            | Viticultor                    |
| Luis Pomar        | 23   | Belver de Cinca (Osca)          | Criador de porcs i agricultor |
| Ventura Rodríguez | 35   | Nuevo Amatos (Salamanca)        | Criador d'ovelles             |
| Marcos Gruñon     | 39   | Villarluengo (Terol)            | Agricultor i ramader          |
| Carlos Alcaide    | 27   | Motril (Granada)                | Agricultor                    |

### Audiències
| Programa  | Dia d'emissió | Audiència        |
| --------- | ------------- | ---------------- |
| 1         | 07/10/2009    | 1 497 000 (8,8%) |
| 2         | 14/10/2009    | 1 308 000 (7,7%) |
| 3         | 21/10/2009    | 1 551 000 (9,1%) |
| 4         | 28/10/2009    | 1 495 000 (8,4%) |
| 5         | 04/11/2009    | 1 576 000 (9,3%) |
| 6         | 11/11/2009    | 1 456 000 (8,3%) |
| 7         | 18/11/2009    | 1 545 000 (8,9%) |
| 8         | 25/11/2009    | 1 422 000 (8,2%) |
| Semifinal | 02/12/2009    | 1 294 000 (7,4%) |
| Final     | 09/12/2009    | 1 548 000 (8,6%) |

## Tercera edició (2010)
- 1 d'agost de 2010 — 19 de setembre de 2010.

### Concursants
| Participant | Edat | Província                                        | Ocupació                       |
| ----------- | ---- | ------------------------------------------------ | ------------------------------ |
| Txelis      | 25   | Orduña (Biscaia)                                 | Ramader i lluitador [ELIMINAT] |
| Manuel      | 47   | Riberia (Lugo)                                   | Ramader [ELIMINAT]             |
| Sergio      | 24   | San Roque de Riomiera (La fanfarrona), Cantàbria | Ramader                        |
| Pedro       | 27   | Vezdemarbán, Zamora                              | Cabrer                         |
| Abel        | 25   | Frómista, Palència                               | Agricultor [ELIMINAT]          |
| Julián      | 34   | Barbadillo del Pez, Burgos                       | Pastor i Alcalde               |
| Ramon       | 36   | L'Albagés, Lleida                                | Ramader                        |
| Priscilio   | 28   | Mahora, Albacete                                 | Guanyador i Viticultor         |
| Fausto      | 32   | Pozoblanco, Còrdova                              | Ramader [ELIMINAT]             |
| Antonio     | 37   | Pozoblanco, Còrdova                              | Ramader                        |

### Audiències
| Programa  | Dia d'emissió | Audiència         |
| --------- | ------------- | ----------------- |
| 1         | 01/08/2010    | 1 031 000 (8,3%)  |
| 2         | 08/08/2010    | 1 186 000 (9,8%)  |
| 3         | 15/08/2010    | 980 000 (8,7%)    |
| 4         | 22/08/2010    | 1 212 000 (9,9%)  |
| 5         | 29/08/2010    | 1 343 000 (10,2%) |
| 6         | 05/09/2010    | 1 302 000 (9,1%)  |
| Semifinal | 12/09/2010    | 1 390 000 (8,9%)  |
| Final     | 19/09/2010    | 1 386 000 (8,2%)  |

## Quarta edició (2011)
- 28 de setembre de 2011 — 16 de novembre de 2011.[4]

### Concursants
| Participant | Edat | Província                                | Ocupació             | Decisió Final |
| ----------- | ---- | ---------------------------------------- | -------------------- | ------------- |
| Melendi     | 33   | Piloña (Astúries)                        | Ramader              | Vanesa        |
| César       | 44   | Cevico de la Torre (Palència)            | Agricultor i Ramader | Gloria        |
| Luis        | 39   | Casarabonela (Màlaga)                    | Geneta               | Arantxa       |
| Jonathan    | 22   | Castañeda (Cantàbria)                    | Ramader              | Elisabeth     |
| Gustavo     | 37   | Cabanillas (Navarra)                     | Agricultor i ramader | Cristina      |
| Román       | 29   | Mota del Marqués (Valladolid)            | Agricultor i Ramader | Yésica        |
| Fermín      | 40   | Galdúroz (Lizoain-Arriasgoiti) (Navarra) | Ermità               | ELIMINAT      |
| Paco        | 52   | Samper de Calanda (Terol)                | Ramader              | ELIMINAT      |
| Joaquim     | 23   | Cassà de la Selva (Girona)               | Agricultor i vaquer  | ELIMINAT      |
| Fidel       | 36   | Mayalde (Zamora)                         | Alcalde i Cabrer     | ELIMINAT      |

### Audiències
| Programa  | Dia d'emissió | Audiència        |
| --------- | ------------- | ---------------- |
| 1         | 28/09/2011    | 1 385 000 (7,9%) |
| 2         | 05/10/2011    | 1 347 000 (7,6%) |
| 3         | 12/10/2011    | 1 278 000 (7,4%) |
| 4         | 19/10/2011    | 1 310 000 (7,1%) |
| 5         | 26/10/2011    | 1 340 000 (7,0%) |
| 6         | 02/11/2011    | 1 256 000 (6,7%) |
| Semifinal | 09/11/2011    | 1 202 000 (6,3%) |
| Final     | 16/11/2011    | 1 386 000 (7,4%) |

## Cinquena edició (2016)
- 20 de maig de 2016 — 8 de novembre de 2016.[5]

### Concursants
| Participant  | Edat | Província                 | Ocupació              | Decisió Final |
| ------------ | ---- | ------------------------- | --------------------- | ------------- |
| Juanmi       | 21   | San José del Valle, Cadis | Ramader               | Carolina      |
| Rocío Jurado | 34   | Pozo del Camino, Huelva   | Ramadera              | Gabi          |
| José         | 29   | Madrid                    | Ramader i odontòleg   | Macarena      |
| Lander       | 24   | Biscaia                   | Ramader               | Xandra        |
| Sigifredo    | 24   | Talarrubias, Badajoz      | Ramader               |               |
| Don Luis     | 63   | Valladolid                | Aristòcrata i ramader | Natalia       |

### Audiències
| Programa  | Dia d'emissió | Audiència        |
| --------- | ------------- | ---------------- |
| 1         | 20/05/2016    | 872 000 (5,4%)   |
| 2         | 12/09/2016    | 1 309 000 (9,4%) |
| 3         | 19/09/2016    | 1 175 000 (8,6%) |
| 4         | 26/09/2016    | 1 261 000 (9,0%) |
| 5         | 03/10/2016    | 1 120 000 (7,9%) |
| 6         | 11/10/2016    | 1 041 000 (7,4%) |
| 7         | 18/10/2016    | 1 034 000 (7,7%) |
| Semifinal | 25/10/2016    | 1 106 000 (8,0%) |
| Final     | 08/11/2016    | 1 120 000 (7,6%) |

## Sisena edició (2017-2018)
- 22 de novembre de 2017 — 10 de gener de 2018.[7][8][9]

### Concursants
| Participant | Edat | Província                | Ocupació              | Decisió Final |
| ----------- | ---- | ------------------------ | --------------------- | ------------- |
| José        | 21   | Tarifa (Cadis)           | Cabrer                |               |
| Facundo     | 47   | Maià de Montcal (Girona) | Professor d'Equitació |               |
| David       | 41   | Pontevedra               | Ramader               | ABANDÓ        |
| Garikoitz   | 26   | Gordoa (Vitòria)         | Ramader               |               |
| Patricia    | 36   | Toledo                   | Ramadera              | ABANDONA      |
| Sigifredo   | 25   | Talarrubias, Badajoz     | Ramader               |               |

### Audiències
| Programa  | Dia d'emissió | Audiència        |
| --------- | ------------- | ---------------- |
| 1         | 22/11/2017    | 1 035 000 (8,6%) |
| 2         | 29/11/2017    | 1 093 000 (8,1%) |
| 3         | 05/12/2017    | 986 000 (7,5%)   |
| 4         | 13/12/2017    | 904 000 (6,8%)   |
| 5         | 20/12/2017    | 679 000 (5,2%)   |
| 6         | 27/12/2017    | 680 000 (5,0%)   |
| Semifinal | 03/01/2018    | 700 000 (4,9%)   |
| Final     | 10/01/2018    | 963 000 (7,4%)   |

## Audiència mitjana de totes les edicions
Aquestes són les audiències de les sis edicions del programa Granjero busca esposa.
| Edició                                 | Data      | Cadena | Espectadors | Quota de pantalla | Gran Final        |
| -------------------------------------- | --------- | ------ | ----------- | ----------------- | ----------------- |
| Granjero busca esposa: Primera edició  | 2008      | Cuatro | 1 904 000   | 10,7%             | 2 380 000 (14,9%) |
| Granjero busca esposa: Segona edició   | 2009      | Cuatro | 1 469 000   | 8,5%              | 1 548 000 (8,6%)  |
| Granjero busca esposa: Tercera edició  | 2010      | Cuatro | 1 229 000   | 9,1%              | 1 382 000 (8,2%)  |
| Granjero busca esposa: Quarta edició   | 2011      | Cuatro | 1 313 000   | 7,2%              | 1 382 000 (7,4%)  |
| Granjero busca esposa: Cinquena edició | 2016      | Cuatro | 1 146 000   | 8,2%              | 1 120 000 (7,6%)  |
| Granjero busca esposa: Sisena edició   | 2017-2018 | Cuatro | 880 000     | 6,7%              | 963 000 (7,4%)    |